# Chrīstos Mpourmpos
Chrīstos Mpourmpos (in greco Χρήστος Μπούρμπος?; Giannina, 1º giugno 1986) è un ex calciatore greco, di ruolo difensore.

## Caratteristiche tecniche
È un terzino destro.

## Carriera

### Club
Ha giocato nella prima divisione greca.

### Nazionale
Ha giocato nelle nazionali giovanili greche Under-19 ed Under-21.

## Palmarès

### Club

#### Competizioni nazionali
- Beta Ethniki: 1

PAS Giannina: 2001-2002